# 維爾河 (謝伊姆河支流)
維爾河（羅馬化：Vyr）是烏克蘭的河流，流經該國北部蘇梅州，是謝伊姆河的左支流，屬於第聂伯河流域，河道全長62公里，流域面積1,250平方公里，赫盧希夫處於該河附近。